# やじうまプラス
『やじうまプラス』（英字表記:YAJIUMA PLUS）は、テレビ朝日系列で2002年7月1日から2010年10月1日まで放送されていた朝の情報番組である。通称「やじプラ」。ハイビジョン制作（地上デジタル放送のみ）。また、テレビ朝日のみ2008年5月5日からデータ放送に対応（連動）開始した。
土曜版は2002年7月6日から2009年9月26日まで放送され、半年間のブランクを得て、2010年4月3日から同年10月2日まで『やじうまサタデー』のタイトルで放送されていた。

## 概要
長年に渡って放送された『やじうまワイド』の後継番組であり、その日の朝刊など各種新聞の紙面を紹介しながらコメンテーターの論説を交えてニュースを伝える。
複数の新聞紙面から様々な記事を紹介し、外部や自社を含めてコメンテーターを2-3名配置した。
2006年には番組拡大及びリニューアルに伴い『朝いち!!やじうま』を吸収した。
新聞紹介を核としつつもVTRを多く使用したり、ファッション・グルメ等の生活情報を扱う等、新たな視聴者層の取り込みを図るために間断なくリニューアルを敢行したが、2010年10月1日放送分（土曜版の『やじうまサタデー』も含めると10月2日）を以って終了。一部メディアでは『ヤジウマ新聞』以来25年（『おはようテレビ朝日』時代も含めれば28年半）の歴史に幕を閉じると報道されていた。その後テレビ朝日より、10月4日から新番組『やじうまテレビ!』を放送すると発表され、『やじうま』シリーズは継続されることになった。『やじうま』のタイトルを外せなかったのはサンリオとの契約の上で制作された本シリーズのオリジナルキャラクターがあることの兼ね合いであるとされる。
後枠『スーパーモーニング』（2011年4月1日終了）と共に、情報番組としては異例の番宣CMを他時間帯で放送していた。

## 紹介する新聞
| - 朝日新聞 - 毎日新聞 - 読売新聞 | - 産経新聞 - 東京新聞 - 日本経済新聞 | - 日刊スポーツ - スポーツニッポン - サンケイスポーツ | - スポーツ報知 - デイリースポーツ - 東京中日スポーツ | - フジサンケイ ビジネスアイ |

※稀に地方紙や業界紙、外国紙（晩年期ではウェブサイトを印刷したものを使用）を紹介することもあった。

※なお、紹介する紙面は東京版（原則・最終版）なので西日本など一部地域では紙面構成だけでなく記事自体全く異なる。

## 出演者

### 総合司会
※2007年4月以降、平日の総合司会は後半（6:00 - 8:00）を、前半（5:50まで）はニュースルーム進行のアナウンサーが総合司会を担当。
| 期間      | 期間       | 男性総合司会 | 男性総合司会 | 女性総合司会        | 女性総合司会        | 女性総合司会                   |
| 期間      | 期間       | 平日         | 土曜         | 月曜 - 木曜         | 金曜                | 土曜                           |
| --------- | ---------- | ------------ | ------------ | ------------------- | ------------------- | ------------------------------ |
| 2002.7.1  | 2002.12.28 | 飯村真一     | 辻よしなり   | 阿部美穂子          | 阿部美穂子          | 村上祐子                       |
| 2003.1.6  | 2004.3.27  | 飯村真一     | 辻よしなり   | 村上祐子            | 村上祐子            | 松尾由美子                     |
| 2004.3.29 | 2006.4.1   | 飯村真一     | 松井康真     | 村上祐子            | 村上祐子            | 松尾由美子                     |
| 2006.4.3  | 2006.9.30  | 松井康真     | 寺崎貴司     | 堂真理子            | 石井希和            | 石井希和                       |
| 2006.10.2 | 2007.3.31  | 松井康真     | 小久保知之進 | 堂真理子            | 石井希和            | 石井希和                       |
| 2007.4.2  | 2007.9.29  | 小松靖       | 小久保知之進 | 下平さやか 伊藤里絵 | 下平さやか 伊藤里絵 | 大木優紀                       |
| 2007.10.1 | 2008.3.29  | 小松靖       | 小久保知之進 | 下平さやか          | 下平さやか          | 大木優紀                       |
| 2008.3.31 | 2009.3.28  | 小松靖       | 飯村真一     | 下平さやか          | 下平さやか          | 大木優紀                       |
| 2009.3.30 | 2009.9.26  | 小松靖       | 飯村真一     | 下平さやか          | 下平さやか          | 矢島悠子                       |
| 2009.9.28 | 2010.3.26  | 小松靖       | （放送なし） | 下平さやか          | 下平さやか          | （放送なし）                   |
| 2010.3.29 | 2010.10.2  | 小松靖       | （不在）     | 堂真理子            | 堂真理子            | 大木優紀 久保田直子 八木麻紗子 |

### 平日・ニュースルーム進行（「ANNニュース」担当）
- 2007年10月から2010年3月まで、古澤琢（テレビ朝日アナウンサー(当時)）と女性アナウンサーの2人で前半（5:50まで）の総合司会を担当。5:50 - 5:59の『ANNニュース』は古澤と後半のニュースルーム担当の女性アナウンサーが担当した。
- 2010年4月より古澤に代わって前半（5:25 - 5:50）の総合司会となった松尾由美子は『ANNニュース』には出演しない。
- 後半（6:00 - 8:00）は女性アナウンサー1人でニュース速報を担当（後半担当の女性アナウンサーは『スーパーモーニング』でもニュース速報を担当する）。
- 2007年3月までは4・5時台のサブキャスター的役割で6時以降の出演はなかった。
- 2009年10月から曜日MCが芸能を兼務。

| 期間       | 期間       | 前半総合司会    | 曜日MC            | 曜日MC            | 曜日MC            | 曜日MC              |
| 期間       | 期間       | 前半総合司会    | 月・火            | 水                | 木                | 金                  |
| ---------- | ---------- | --------------- | ----------------- | ----------------- | ----------------- | ------------------- |
| 2006.4.3   | 2006.10.27 | 古澤琢          | 大木優紀          | 大木優紀          | 大木優紀          | 松尾由美子          |
| 2006.10.30 | 2007.3.30  | 古澤琢          | 大木優紀          | 上宮菜々子        | 上宮菜々子        | 松尾由美子          |
| 2007.4.2   | 2007.9.28  | 古澤琢 島本真衣 | 石井希和          | 石井希和          | 石井希和          | 松尾由美子          |
| 2007.10.1  | 2007.12.28 | 古澤琢 島本真衣 | 堂真理子          | 大木優紀          | 前田有紀          | 松尾由美子          |
| 2008.1.4   | 2008.3.28  | 古澤琢 島本真衣 | 堂真理子          | 堂真理子          | 小川彩佳          | 松尾由美子          |
| 2008.3.31  | 2009.3.27  | 古澤琢 島本真衣 | 堂真理子          | 小川彩佳          | 小川彩佳          | 松尾由美子          |
| 2009.3.30  | 2009.9.25  | 古澤琢          | 堂真理子 島本真衣 | 島本真衣 小川彩佳 | 島本真衣 小川彩佳 | 松尾由美子 小川彩佳 |
| 2009.9.28  | 2010.3.26  | 古澤琢          | 大木優紀          | 堂真理子          | 堂真理子          | 久保田直子          |
| 2010.3.29  | 2010.10.1  | 松尾由美子      | 大木優紀          | 大木優紀          | 矢島悠子          | 矢島悠子            |

| 期間      | 期間      | ニュース | ニュース | ニュース・後半担当 | ニュース・後半担当 | ニュース・後半担当 | ニュース・後半担当 | ニュース・後半担当 |
| 期間      | 期間      | 月・火   | 水 - 金  | 月                 | 火                 | 水                 | 木                 | 金                 |
| --------- | --------- | -------- | -------- | ------------------ | ------------------ | ------------------ | ------------------ | ------------------ |
| 2007.4.2  | 2007.9.28 | 古澤琢   | 古澤琢   | 矢島悠子           | 久保田直子         | 村上祐子           | 村上祐子           | 高橋真紀子         |
| 2007.10.1 | 2008.3.28 | 古澤琢   | 古澤琢   | 小川彩佳           | 久保田直子         | 村上祐子           | 村上祐子           | 高橋真紀子         |
| 2008.3.31 | 2009.3.27 | 古澤琢   | 古澤琢   | 佐分千恵           | 久保田直子         | 村上祐子           | 村上祐子           | 高橋真紀子         |
| 2009.3.30 | 2010.3.26 | 古澤琢   | 古澤琢   | 高橋真紀子         | 久保田直子         | 村上祐子           | 村上祐子           | 本間智恵           |
| 2010.3.29 | 2010.4.30 | 飯村真一 | 松井康真 | 高橋真紀子         | 久保田直子         | 村上祐子           | 小川彩佳           | 本間智恵           |
| 2010.5.3  | 2010.7.2  | 飯村真一 | 松井康真 | 高橋真紀子         | 久保田直子         | 小川彩佳           | 村上祐子           | 本間智恵           |
| 2010.7.5  | 2010.10.1 | 飯村真一 | 松井康真 | 高橋真紀子         | 高橋真紀子         | 竹内由恵           | 村上祐子           | 本間智恵           |

#### 過去の「ANNニュース」担当キャスター
2003年9月までは『ANNニュースフレッシュ』として放送。
| 期間      | 期間      | 平日                       | 土曜日     |
| --------- | --------- | -------------------------- | ---------- |
| 2002.7.1  | 2003.3.29 | 小松靖                     | 川瀬眞由美 |
| 2003.3.31 | 2003.9.27 | 小松靖                     | 真鍋由     |
| 2003.9.29 | 2005.3.26 | 『朝いち!!やじうま』に内包 | 真鍋由     |
| 2005.4.2  | 2006.3.25 | 『朝いち!!やじうま』に内包 | 小松靖     |

### 新聞朝刊コーナー（朝刊読み上げ）
| 期間      | 期間      | 平日     | 平日              | 土曜日       |
| 期間      | 期間      | 女性     | 男性              | 土曜日       |
| --------- | --------- | -------- | ----------------- | ------------ |
| 2002.7.1  | 2003.3.29 | 佐藤紀子 | （不在）          | 佐分千恵     |
| 2003.3.31 | 2003.9.27 | 佐藤紀子 | （不在）          | 萩野志保子   |
| 2003.9.29 | 2004.3.27 | 佐藤紀子 | 西脇亨輔          | 萩野志保子   |
| 2004.3.29 | 2006.4.1  | 上山千穂 | 西脇亨輔          | 萩野志保子   |
| 2006.4.3  | 2007.3.31 | 伊藤里絵 | 西脇亨輔 吉澤一彦 | 松尾由美子   |
| 2007.4.2  | 2007.9.29 | （不在） | 西脇亨輔 吉澤一彦 | 松尾由美子   |
| 2007.10.1 | 2009.9.26 | （不在） | 吉澤一彦 川島淳   | 松尾由美子   |
| 2009.9.28 | 2010.3.26 | （不在） | 吉澤一彦 川島淳   | （放送なし） |
| 2010.3.29 | 2010.10.2 | （不在） | 吉澤一彦 川島淳   | 勝田和宏     |

### スポーツ
| 期間      | 期間      | 月・火曜日 | 水曜日   | 木曜日   | 金曜日     | 土曜日       |
| --------- | --------- | ---------- | -------- | -------- | ---------- | ------------ |
| 2002.7.1  | 2003.3.29 | 川島淳     | 進藤潤耶 | 櫻井健介 | 吉野真治   | 末吉里花     |
| 2003.3.31 | 2003.9.27 | 清水俊輔   | 進藤潤耶 | 進藤潤耶 | 吉野真治   | 吉野真治     |
| 2003.9.29 | 2004.4.3  | 進藤潤耶   | 吉野真治 | 吉野真治 | 清水俊輔   | 清水俊輔     |
| 2004.4.5  | 2006.4.1  | 川松真一朗 | 吉野真治 | 吉野真治 | 清水俊輔   | 清水俊輔     |
| 2006.4.3  | 2006.9.30 | 清水俊輔   | 吉野真治 | 吉野真治 | 川松真一朗 | 川松真一朗   |
| 2006.10.2 | 2007.6.30 | 川松真一朗 | 吉野真治 | 吉野真治 | 加藤泰平   | 加藤泰平     |
| 2007.7.2  | 2007.9.29 | 川島淳     | 吉野真治 | 吉野真治 | 加藤泰平   | 加藤泰平     |
| 2007.10.1 | 2008.3.29 | 加藤泰平   | 吉野真治 | 吉野真治 | 野上慎平   | 野上慎平     |
| 2008.3.31 | 2009.3.28 | 加藤泰平   | 野上慎平 | 野上慎平 | 大西洋平   | 大西洋平     |
| 2009.3.30 | 2009.9.26 | 加藤泰平   | 加藤泰平 | 加藤泰平 | 加藤泰平   | 野上慎平     |
| 2009.9.28 | 2010.3.26 | 加藤泰平   | 加藤泰平 | 加藤泰平 | 加藤泰平   | （放送なし） |
| 2010.3.29 | 2010.10.2 | 加藤泰平   | 加藤泰平 | 三上大樹 | 三上大樹   | 古澤琢       |

### 芸能
2009年10月から前半の曜日MCが兼務。
| 期間      | 期間      | 月・火曜日 | 水曜日   | 木曜日   | 金曜日     | 土曜日       |
| --------- | --------- | ---------- | -------- | -------- | ---------- | ------------ |
| 2002.7.1  | 2003.9.27 | 西脇亨輔   | 西脇亨輔 | 西脇亨輔 | 西脇亨輔   | 古澤琢       |
| 2003.9.29 | 2004.3.27 | 富川悠太   | 富川悠太 | 富川悠太 | 古澤琢     | 古澤琢       |
| 2004.3.29 | 2004.6.26 | 古澤琢     | 古澤琢   | 古澤琢   | 藤井暁     | 藤井暁       |
| 2004.6.28 | 2006.4.1  | 古澤琢     | 古澤琢   | 古澤琢   | 古澤琢     | 小久保知之進 |
| 2006.4.3  | 2009.3.28 | 勝田和宏   | 勝田和宏 | 勝田和宏 | 勝田和宏   | 高橋真紀子   |
| 2009.3.30 | 2009.9.26 | 堂真理子   | 大木優紀 | 大木優紀 | 久保田直子 | 高橋真紀子   |
| 2009.9.28 | 2010.3.26 | 大木優紀   | 堂真理子 | 堂真理子 | 久保田直子 | （放送なし） |
| 2010.3.29 | 2010.10.2 | 大木優紀   | 大木優紀 | 矢島悠子 | 矢島悠子   | 古澤琢       |

### 天気予報
2003年7月 - 2006年3月の土曜日は『ANNニュース』の天気予報を兼務していた。2007年10月 - 2009年3月は、前半・後半に分かれる。
| 期間      | 期間       | 平日       | 平日       | 平日       | 土曜日       |
| 期間      | 期間       | 前半       | 前半       | 後半       | 土曜日       |
| 期間      | 期間       | 月 - 水    | 木・金     | 後半       | 土曜日       |
| --------- | ---------- | ---------- | ---------- | ---------- | ------------ |
| 2002.7.1  | 2002.12.28 | 伊藤里絵   | 伊藤里絵   | 伊藤里絵   | 村上祐子     |
| 2003.1.6  | 2003.1.25  | 伊藤里絵   | 伊藤里絵   | 伊藤里絵   | 清水野てい子 |
| 2003.1.27 | 2003.3.29  | 伊藤里絵   | 伊藤里絵   | 伊藤里絵   | 尾池美緒     |
| 2003.3.31 | 2003.9.27  | 伊藤里絵   | 伊藤里絵   | 伊藤里絵   | 石田直佳     |
| 2003.9.29 | 2006.4.1   | 伊藤里絵   | 伊藤里絵   | 伊藤里絵   | 前田有紀     |
| 2006.4.3  | 2006.9.30  | 甲斐まり恵 | 甲斐まり恵 | 甲斐まり恵 | 前田有紀     |
| 2006.10.2 | 2007.3.31  | 甲斐まり恵 | 甲斐まり恵 | 甲斐まり恵 | 島本真衣     |
| 2007.4.2  | 2007.9.29  | 甲斐まり恵 | 甲斐まり恵 | 甲斐まり恵 | 小川友佳     |
| 2007.10.1 | 2009.3.31  | 山岸舞彩   | 渡辺蘭     | 甲斐まり恵 | 山岸舞彩     |
| 2009.4.1  | 2009.9.26  | 加藤真輝子 | 加藤真輝子 | 加藤真輝子 | 歌原奈緒     |
| 2009.9.28 | 2010.3.26  | 加藤真輝子 | 加藤真輝子 | 加藤真輝子 | （放送なし） |
| 2010.3.29 | 2010.10.2  | 加藤真輝子 | 加藤真輝子 | 加藤真輝子 | 歌原奈緒     |

### コメンテーター（2010年4月 - 2010年9月）
- 月曜日：竹田圭吾、萩谷麻衣子、川村晃司（テレビ朝日コメンテーター）
- 火曜日：デーブ・スペクター、萩谷順、川村晃司
- 水曜日：大谷昭宏、やくみつる、三反園訓（テレビ朝日コメンテーター）
- 木曜日：伊藤洋一、江川紹子、三反園訓
- 金曜日：吉永みち子、末延吉正、石澤靖治（隔週）、小宮一慶（隔週）
- 土曜日：三反園訓、名村晃一、内藤正彦（いずれもテレビ朝日コメンテーター）

以前
| - 青木陽子 - 石坂啓 - 岩見隆夫 - 岩井奉信 - 内田忠男 - 海老原高明 - 小沢遼子 | - 勝谷誠彦 - 金子勝 - 蟹瀬誠一 - 倉田真由美 - 北芝健 - 北野誠 - 黒田知永子 | - 紺谷典子 - 嶌信彦 - 財部誠一 - 田嶋陽子 - 津田和壽澄 - テリー伊藤 - 中村敦夫 | - 二宮清純 - 野田稔 - 福岡政行 - 丸山和也 - 与良正男 - 涌井雅之 - 二木啓孝 | - 清水圭 - 山田美保子 |

※レギュラー降板後も不定期で出演する場合あり（岩井奉信など）。

## テーマ音楽
| 歌手名/ユニット名  | 曲名           | 使用期間                      |
| ------------------ | -------------- | ----------------------------- |
| Every Little Thing | ささやかな祈り | 2002年7月1日 - 12月31日       |
| ORIGINAL LOVE      | Tender Love    | 2003年1月3日 - 9月27日        |
| 葉加瀬太郎         | 陽の当たる家   | 2003年9月29日 - 2007年3月31日 |
| 古澤巌             | Fine Day!      | 2007年4月2日 - 2010年3月26日  |
| DEPAPEPE           | Hello          | 2010年3月29日 - 10月2日       |

やじ夫とうま子の星占いテーマ音楽
- ボーイズ・タウン・ギャング「君の瞳に恋してる」

その他
- 2007年頃のスポーツコーナー?のCMキャッチ音に谷本貴義「見えない翼」が、10秒程度に編集され使用された。

## コーナー概要・タイムテーブル
土曜版の詳細は「やじうまサタデー」を参照。

### タイムテーブル（2010年7月26日 - 2010年10月1日）
| 時間                       | コーナー                               | 概要 |
| 前半・5時台（5:25 - 6:00） | 前半・5時台（5:25 - 6:00）             | 前半・5時台（5:25 - 6:00） |
| -------------------------- | -------------------------------------- | --- |
| 5:25                       | 番組前半オープニング                   | 番組前半MCの松尾・大木（月 - 水）・矢島（木・金）・加藤が登場する。 |
| 5:26                       | 今日の話題・天気予報・真輝子のイチオシ | イチオシは、加藤がナレーションする。 |
| 5:28                       | 今日の占い                             | ナレーションは松尾。 |
| 5:32                       | ピックアップ!注目記事                  | 今朝の注目記事を紹介する。進行は、松尾・飯村（月 - 火）・松井（水 - 金）。 |
| 5:36                       | 天気予報                               | 加藤による最新の天気予報。 |
| 5:38                       | やじプラEZニュースEX                   | 注目ニュースを伝える。担当は、大木（月 - 水）・矢島（木・金）。 |
| 5:39                       | ニュースまとめ斬り                     | 一般ニュース・芸能ニュースも放送するが、朝日ニュースターでは、芸能部分はカットされる。 担当は、松尾・大木（月 - 水）・矢島（木・金）。                                                                                       |
| 5:50                       | ANNニュース                            | ANN系列全局ネット（ただし、クロスネット局除く）。 |
| 5:59                       | 後半OP・話題・占い・天気のポイント     | 一部地域では、CMに差し替え6:00スタート。 メ～テレは番宣CMと「どですか！星占い」に差し替え。HTBとABCは、再び自社制作番組に戻る。 ここから、後半MC陣が出演する（堂・小松・大木（月～水）・矢島（木・金））。                   |
| 後半（6:00 - 8:00）        |                                        | |
| 第1部（6:00 - 6:25）       |                                        | |
| 6:00                       | 朝刊一面1分勝負                        | 朝日新聞からスポーツ報知までの一面を紹介する。 新聞休刊日は、スポーツ新聞のみ紹介する。 一部地域が飛び乗り。 |
| 6:02                       | ニュース直球勝負                       | 新聞紙面を紹介する。 |
| 6:16                       | スポーツ直球勝負                       | 注目のスポーツニュースを伝える。 コーナー終了後、堂が現在の時刻を伝えてCM入りとなる。 |
| 6:23                       | 天気予報                               | 最新の天気予報・交通情報を伝える。KBCはここで飛び降り。 |
| 第2部（6:25 - 8:00）       |                                        | |
| 6:25                       | やじプラ630                            | 注目ニュースを伝える。以前は、やじプラヘッドライン → やじプラタイムズを隔てて現在のコーナーとなった。 HTBが飛び乗り。 |
| 6:34                       | やじプラ一点突破                       | やじうまプラスがこだわるニュースを紹介。 |
| 6:42                       | エンタメ直球勝負                       | 最新の芸能ニュースを伝える。朝日ニュースターでは、カットされる。 |
| 6:44                       | 激読みエンタメ                         | 吉澤と、大木（月 - 水）・矢島（木・金）とで伝える。 朝日ニュースターでは、カットされる。 |
| 6:50                       | 天気予報・交通情報                     | 天気予報を伝える。 |
| 6:51                       | やじプラ700                            | 最新のニュースを伝える。 |
| 7:16                       | 激読み一刀両断                         | 吉澤担当。HTBは、ここでいったん飛び降り（ローカルコーナーを放送するため）。 |
| 7:27                       | 天気予報・交通情報                     | きょうの天気予報と首都圏の交通情報。 |
| 7:31                       | やじプラ肝心帳                         | 注目の話題を放送する。 |
| 7:43                       | エンタメ魂                             | 芸能情報を放送する。担当は、大木（月 - 水）・矢島（木・金）。 |
| 7:53                       | ニュースルームから最新ニュース         | ANNニュースの女性担当アナウンサーが読む。ニュースルームからの放送。 |
| 7:54                       | 今日の占い                             | ナレーションは堂。 |
| 7:55                       | エンタメ魂part2                        | 最新の芸能情報を伝えるほか、ミニ特集（以前放送された、やじプラウォーカー系）を伝える。 月・火 最新の芸能情報を伝える。 水 東京トレンド観測 木 世界のSHOW撃映像（以前は金曜日に放送されていた。） 金 最新の芸能情報を伝える。 |
| 7:58(金）                  | 週末おでかけ情報                       | 2009年9月末からスタート。 |
| 7:59:30                    | スーパーモーニング予告・エンディング   | 8時から放送されるスーパーモーニングの予告をする。 |
| 8:00                       | スーパーモーニングに接続               | 放送終了 |

### 臨時コーナー等
「やじプラ630」「やじプラ700」などで、タイトルがつけられる「コーナー内コーナー」。
- 記者の目　テレビ朝日記者による解説コーナー。
- 世界の目　海外支局と衛星中継で結び、外国の新聞の記事を紹介する。
- やじプラ一点突破 注目の話題を放送する。（月・水～金）
- デーブの亜米利加かわらBANG（火）　デーブ・スペクターが、自身の情報網で集めた（主に）アメリカのゴシップや芸能ニュースを紹介。

### 2009年9月以降で終了したコーナー
- やじプラウォーカー
  - 2009年4月のリニューアルに伴い、終了。終了時のコーナー内容は以下の通り。

（月）特捜ナンダーランド（担当：下平・渡辺）
（火）知りたい白書（担当：下平・甲斐）
（水）おいしい!プラス（担当：下平・甲斐or山岸）
（木）寄り道ランニングMAP（担当：下平・甲斐）・（寄り道ランナー：大櫛エリカ）
※このコーナーでランナーがランニングしている時、松任谷由実の曲がかかることが多い
（金）ワールドウォーカー（担当：小松・甲斐）
- 今日の占いカウントダウン
  - 平日は2008年2月まで5時59分に放送されていた占いコーナー。（土曜版は2009年9月26日まで継続していた）。
- やじ魂
  - 「やじプラウォーカー」の流れを汲み、トレンド情報などをVTRで紹介する。衆院選報道に時間を割くなどして休止が多くなり、2009年秋に自然消滅。
- 2009年9月28日の放送時間短縮により、各コーナーを大幅に変更。

（月）GNN（GoodでNiceなNippon）
（火・水）Jのこだわりベストセレクション
（木）やじプラNY通信（不定期でワシントン通信、ロンドン通信になる事も）
（金）映画期待度ランキング
（月～金）やじプラ世界通信　※朝いちやじうま時代から続いているコーナー
- 朝いち!!芸能&スポーツ

スポーツ新聞より、芸能ニュース・スポーツニュースを扱う。5時台としては、芸能・スポーツコーナーとしては単独コーナーであった。
- やじプラDASH

朝刊をくまなく紹介するコーナー（スタート当初、2007年4月は、ニュースも扱っていたが、のちに朝刊のみとなった）。
- 芸能ヘッドライン

2006年4月から、2010年3月まで続いたコーナー。後枠は、「エンタメ直球勝負」とタイトルを変えて継続。
- やじプラヘッドライン
- 7時のクローズUp
- こだわりラストスパート
- やじプラシネマ部
- お出かけ前に!日本の動き3分で／●●●の目（月・火 川村晃司の目　水・木　三反園訓の目（ニュース解説））

1か月も続かず、現在の「エンタメ魂Part2」へ変更された。
- やじプラタイムズ
- 2010年3月29日から、7月23日まで放送された（やじプラヘッドラインのテイストを残す）。

なお、このコーナーのBGMに不評があったため、2度ほど変えられている。

## 地方局での放送状況
終了時点ではほとんど全国のANN系列局で放送されていたが、5:50 - 5:59の『ANNニュース』部分を除き、全てローカルセールス枠であるため、朝日放送（ABC、近畿広域圏）だけは『ANNニュース』以外全く放送されなかったほか、各々の系列局の飛び乗りや飛び降りが多いのも特徴である。

### 地域別放送時間
※平日の放送はANN各局によって放送時間が大きく異なる場合がある。
| 放送対象地域   | 放送局           | 放送時間                 | 放送時間                 | 5:59後半OP | 土曜版 | 備考 |
| 放送対象地域   | 放送局           | 月曜 - 木曜              | 金曜                     | 5:59後半OP | 土曜版 | 備考 |
| -------------- | ---------------- | ------------------------ | ------------------------ | ---------- | ------ | --- |
| 関東広域圏     | テレビ朝日       | 5:25 - 8:00              | 5:25 - 8:00              | ○          | ○      | 制作局 |
| 北海道         | 北海道テレビ     | 5:50 - 6:00・6:25 - 8:00 | 5:50 - 6:00・6:25 - 8:00 | ×          | ×      | 5:30 - 5:50・6:00 - 6:25に『おはよう天気HTB』を放送 7:10 - 7:22まで道内ニュース他に差替（後述） |
| 青森県         | 青森朝日放送     | 5:50 - 8:00              | 5:50 - 8:00              | ○          | ×      | |
| 岩手県         | 岩手朝日テレビ   | 5:50 - 8:00              | 5:50 - 8:00              | ○          | ×      | |
| 宮城県         | 東日本放送       | 5:50 - 8:00              | 5:50 - 8:00              | ○          | ×      | 2003年9月26日まで6:10飛び乗り |
| 秋田県         | 秋田朝日放送     | 5:25 - 8:00              | 5:25 - 8:00              | ○          | ×      | 2010年4月5日よりフルネット。 |
| 山形県         | 山形テレビ       | 5:50 - 8:00              | 5:50 - 8:00              | ×          | ×      | |
| 福島県         | 福島放送         | 5:50 - 8:00              | 5:50 - 8:00              | ○          | ×      | |
| 新潟県         | 新潟テレビ21     | 5:50 - 8:00              | 5:50 - 8:00              | ○          | ○      | 2003年9月26日まで6:10飛び乗り |
| 長野県         | 長野朝日放送     | 5:50 - 8:00              | 5:50 - 8:00              | ×          | ○      | 2003年9月26日まで6:10飛び乗り |
| 静岡県         | 静岡朝日テレビ   | 5:25 - 8:00              | 5:25 - 8:00              | ○          | ×      | 2003年9月26日まで6:10飛び乗り |
| 石川県         | 北陸朝日放送     | 5:50 - 8:00              | 5:50 - 8:00              | ○          | ×      | |
| 中京広域圏     | メ〜テレ         | 5:25 - 6:00              | 5:25 - 6:00              | ×          | ×      | 6:00 - 8:00に『どですか!』を放送。 |
| 近畿広域圏     | 朝日放送         | 5:50 - 6:00              | 5:50 - 6:00              | ×          | ×      | 現:朝日放送テレビ 5:00 - 6:45に『おはようコールABC』、6:45 - 8:00に『おはよう朝日です』をそれぞれ放送。 |
| 広島県         | 広島ホームテレビ | 5:25 - 8:00              | 5:25 - 8:00              | ○          | ×      | |
| 山口県         | 山口朝日放送     | 5:25 - 8:00              | 5:25 - 8:00              | ×          | ○      | |
| 香川県・岡山県 | 瀬戸内海放送     | 5:25 - 8:00              | 5:25 - 8:00              | ×          | ○      | 2010年3月29日からフルネット。 |
| 愛媛県         | 愛媛朝日テレビ   | 5:25 - 8:00              | 5:25 - 8:00              | ○          | ×      | |
| 福岡県         | 九州朝日放送     | 5:25 - 6:25              | 5:25 - 6:25              | ×          | ○      | 6:25 - 8:00に『アサデス。KBC』を放送。 年末のみ『アサデス。』の休止によってフルネット。 |
| 長崎県         | 長崎文化放送     | 5:50 - 8:00              | 5:50 - 8:00              | ×          | ×      | |
| 熊本県         | 熊本朝日放送     | 5:50 - 8:00              | 5:50 - 8:00              | ×          | ×      | |
| 大分県         | 大分朝日放送     | 5:50 - 8:00              | 5:25 - 8:00              | ×          | ×      | 2010年4月2日より金曜日のみフルネット。 |
| 鹿児島県       | 鹿児島放送       | 5:50 - 8:00              | 5:50 - 8:00              | ○          | ×      | 『やじうまワイド』時代に引き続き、7:58から鹿児島ローカルの天気予報を放送していた為、 7:56:45のCM入りで飛び降りていたが2006年度から上記の飛び降りポイントが廃止された為、 以降はエンディングまで放送されるようになった。 |
| 沖縄県         | 琉球朝日放送     | 5:50 - 8:00              | 5:50 - 8:00              | ×          | ×      | |
| 全国           | 朝日ニュースター | 8:45 - 10:55             | 8:45 - 10:55             | ×          | ×      | 時差放送。一部放送内容をカットしている。 |

- 5:50開始の局の一部では『ANNニュース』から放送したが、単独番組扱いで放送した局がある。
- 「5:59後半OP」が×の局はCM等に差し替えている。
- 「土曜版」は「やじうまサタデー」ネット局。
- 朝日ニュースターの放送では、5:50 - 6:00の枠で放送される『ANNニュース』及び『後半オープニング』はカットされるほか、権利の関係上、芸能やスポーツ等いくつかの項目が動画でなく静止画や「権利の関係で放送できない」旨の表示に差し替えされる（詳細節参照）。

## 主要局の対応

### 朝日放送（現:朝日放送テレビ）
- 近畿広域圏の朝日放送（ABC）はANNでは唯一この番組の本編を大晦日放送の号外版も含めて一切放送しなかった局である（5:50 - 5:59の『ANNニュース』はネットしていた）。また、テレビ朝日制作の朝の情報番組の本編部分は『おはようテレビ朝日』の時代から一貫してネットしていない。
- 平日7:25頃の天気予報で放送されるお天気カメラ中継にはABCも裏送りで参加しており、京都、大阪、神戸、明石海峡大橋などの様子が主に隔週金曜日に中継される。また関西地区で起こったニュースを扱う場合、朝日放送がこの番組へ映像を提供する。
- しかし、『おはようコールABC』及び『おはよう朝日です』ではあまりこの番組の映像を使わずに前日の『報道ステーション』（月曜の場合は金曜日の同番組か土曜、日曜日のANNニュース）の映像をよく使う。その際「きょう」などの字幕にはぼかしの処置を施す。ただし、番組冒頭のフリートークには「やじプラ世界通信」（事実上『おはよう!CNN』の代替）、ニュースヘッドライン（ANNの冠あり）では5:50のANNニュース、「Sports&Sports」の一般スポーツの話題は「スポーツプラス」の映像を下半分のニュース、天気予報を流すティッカーに番組のロゴをトリミングしたうえで流用する場合もある。画面右上のタイトルテロップやナレーションの声はほぼそのまま流れる。大規模な事件（近畿広域圏で発生した場合も含む）や緊急ニュースが入った場合でも全く放送されないケースが多い。

### メ〜テレ
- 一部のみネットしていた名古屋テレビ放送（以下、メ〜テレ）では2005年4月から『どですか!』が6:00スタートとなったために一時期ネットを打ち切っていた（2005年4月 - 2006年3月）が、2006年3月で『朝いち!!やじうま』が終了して番組そのものの放送開始時間が4:25からの繰り上げ・拡大して放送になったため、翌4月3日より4:25 - 5:59にてネットを再開した（この当時、テレビ朝日以外で4:25 - 4:55の部分をネットしていたのはメ〜テレのみである）。また、年末の『どですか!』が休止期間中は6時台・7時台を臨時ネットしていた（2005年度は放送がなかった）。一方、大晦日に放送する号外版は放送されなかったが2007年は放送された。
- 2008年6月16日は「第108回全米オープンゴルフ」中継で7:00まで延長された（『どですか!』は休止）。4:25から放送しているため、一見フルネットしたようにみえるが、5:59 - 6:00は通常通り番組宣伝スポットを放送したためフルネットとはならなかった。

### その他の各局

#### 九州朝日放送
- 福岡県域の九州朝日放送（以下、KBC）では長年にわたって、やじうまを途中で飛び降りて自社制作番組を放送しているため、番組途中から視聴できない。これは「やじプラ」の前身である『やじうまワイド』から続いている。
- 『モーニングモーニング』や『朝はポレポレ』は6:45スタートだったが、後番組の『アサデス。KBC』から放送開始が20分繰り上がった。よって、6:23の天気予報をもって飛び降りをしている。
- 『朝いち!!やじうま』があった頃は「朝いち!!」はフルネットしたものの、「やじうま」は僅かな時間しか放送されなかった。

#### 北海道テレビ
- 北海道域の北海道テレビ（以下、HTB）では6時台前半に自社制作の情報番組を放送しているため年末年始などを除いて番組冒頭から視聴できない。
- また2009年4月改編で7時台の「激読み一刀両断」コーナーを道内ローカルのニュース・天気・スポーツ情報等に差し替えられていた。

### CS・朝日ニュースター
- 関西地区など未放送の地域でもCS『朝日ニュースター』の時差放送（サイマル放送）で視聴することができた。但し、提供クレジットや天気テロップは一切なし。
- 早朝のスポーツ中継（ゴルフ・サッカーなど）がある日は休止になっている（2003年頃より。それまではダイジェスト版が放送されていた）。
- 番組開始時や中継映像の時に時差放送であることを知らせるため、この番組は午前5時25分からテレビ朝日で放送されたものです。と表示される。
  - 番組宣伝される場合、同局では放送しないのでテレビ朝日系列で放送と表示される。
  - スタジオにドラマ出演者が登場する場合、この番組は、今日午前テレビ朝日系列で放送されたものです。と表示され、その時によって使い分けている。
- ANNニュース部分はカットされるが、どういうわけかエンディング（スポンサークレジット部分）はスポンサー抜きで放送される。
- エンディングで朝日ニュースターでは放送されない『スーパーモーニング』など次の番組の予告があるため、強引に番組を切って終わることがある。土曜日は放送される。
- 時差放送は2006年3月までは平日8:55 - 10:55（フルネット）、土曜日は第2部のみで8:45 - 10:00に放送。2007年3月までは平日8:30 - 11:00（4:55からの放送）、2009年9月までは平日8:00 - 11:00(同上)に放送された。2010年4月1日からは8:45 - 10:55までの放送（地上波で放送されたANNニュース・後半オープニング・芸能ニュース(ニュースまとめ斬り・激読みエンタメ・エンタメ魂など)がカットされている）。
- なお、CSでの放送は権利関係の都合で一部の映像（主に芸能・スポーツ）部分を静止画やコマ送りに置き換えたりする場合がある（静止画やコマ送りでも不可の場合は「権利の都合により映像をお見せすることが出来ません。ご了承ください」と一面表示される）。因みに、朝日ニュースターで放送される地上波生番組の時差放送では他の民放BS・CS放送局よりも権利関係の都合による映像の一部差し替えが2012年4月の衛星チャンネルからテレビ朝日に本チャンネルの運営が移行されるまで比較的に多かった。トリノオリンピック期間中、朝日ニュースターでの放送については平日のみ8:55-10:50に変更した。これはオリンピック関連の映像のほとんどが権利の都合でカットされているためである（CS放送の日本国内のニュースチャンネルでオリンピック関連の映像のほとんどが権利の都合でカットされたのはこのチャンネルのみ。これは2012年3月まで地上波とは別の法人で運営を行っていたため著作権・放送権の都合による制限があったためである（但し、2010年のバンクーバーオリンピックでは承諾が得られたためか、蓋かぶせもカットも一切されることは無く、映像も音声もそのまま放送された）。同じニュース専門チャンネルの日テレNEWS24やTBSニュースバード及びニュース番組の時差放送を行うフジテレビ739ではオリンピック関連の映像は放送されていた。これらの3つのチャンネルは事実上、民放連に加盟している地上波と同一法人で運営を行っているため制限がない。2012年4月から朝日ニュースターのチャンネル自体、本番組の制作局であるテレビ朝日が運営を行なっており、権利処理が比較的容易となったことからスポーツ関連については静止画やコマ送りがほぼなくなりそのまま放送されているが、芸能関連は依然として放送できない状況となっている）。
- 2008年6月16日月曜日の放送は、地上波で「第108回全米オープンゴルフ」の中継で7:00までの短縮放送となったが、枠補填の意味合いから地上波で4:25から放送分と事実上「完全フルネット」放送となった。

## 番組ベースの特別番組など

### 大晦日・号外版
- 2004年より大晦日に『号外版』と称して6:00から4時間45分のスペシャル番組を放送する（2002年と2003年は通常通りの放送）。
- 平日版6～7時台の内容をベースに、一年間で注目されたニュースや社会情勢をテーマとした、番組コメンテーター陣の討論（録画）を加えて構成する。東京上野・アメ横からも中継を行い、天気・スポーツ担当などその日に出演したキャスター陣の一部が担当。その中で男性アナウンサーが混雑に紛れて商売人に扮するのがお約束となっている。
- 2005年は土曜日だったために天気予報で見られた天カメリレーはレギュラーの土曜ネット局そのままが流れた。また一部のコメンテーターも土曜版の出演者だったがメイン司会者は平日版だった。
- 2006年は番組開始以来事実上初の日曜放送だった（放送時間は2005年同様6:00からの4時間45分、ABCテレビとメ～テレは単発特番や再放送枠に充てた）。コメンテーター（討論部分除く）は日曜ということもあって竹田圭吾（月曜）・大谷昭宏（水曜）・萩谷順（土曜）と各曜日から3人出演した。
- 2007年・2008年はメ～テレもネットした。

### 初日の出スペシャル
- 毎年1月1日早朝放送。番組タイトルには「やじうま」の文字はないが、4 - 5時台（やじプラ前半）の司会・内容を踏襲した内容で、全編ニュースルームから放送する。報道番組扱いとなり、ABCほか、ANN系列すべてで放送される。
- ニュース、芸能・スポーツ情報のほか、各紙朝刊の内容（元日はスクープを狙う新聞社が多い）、「初日の出」のタイトル通り、東京の初日の出を全国に向けて生中継する。
- 出演者はやじプラ前半に出る者はじめ、全編テレビ朝日アナウンサーが中心となる。

### ニッポンの新春ワイド
- 2007年1月3日に放送された。『スーパーモーニング』との事実上合同特番という形を採り、松井・堂も司会陣に加わり甲斐も天気コーナーに登場し、時折挟む新聞コーナーは「やじうま新聞」と題した。この番組を一貫してネットしないABCでも『スパモニ』の延長線上として8:00からネットされ、珍しく「やじうま新聞」のコーナーも関西地区でも流れた。
- 2008年・2009年は独立した形で「やじプラ新春スペシャル」を1月3日に放送（6:00 - 8:00、一部地域除く）。8:00 - 11:45に、スーパーモーニングの実質特番『4時間熱チュー生放送』を放送した。なお、全国ネットされたのはスパモニ特番で、やじプラ特番は系列各局任意のネットとなった（メ～テレは非ネット）。
- 2009年の特番は、土曜日ということもあり、北陸朝日放送では放送されない。

## 放送時間の変遷
| 期間    | 期間    | 平日                 | 土曜日               |
| ------- | ------- | -------------------- | -------------------- |
| 2002.07 | 2003.09 | 5:50 - 8:00（130分） | 5:50 - 8:00（130分） |
| 2003.10 | 2006.03 | 6:00 - 8:00（120分） | 5:50 - 8:00（130分） |
| 2006.04 | 2007.03 | 4:25 - 7:30（185分） | 6:30 - 8:00（090分） |
| 2007.04 | 2009.03 | 4:25 - 8:00（215分） | 6:30 - 8:00（090分） |
| 2009.04 | 2009.09 | 4:55 - 8:00（185分） | 6:30 - 8:00（090分） |
| 2009.10 | 2010.03 | 5:25 - 8:00（155分） | （放送なし）         |
| 2010.04 | 2010.09 | 5:25 - 8:00（155分） | 6:30 - 8:00（090分） |

### 2006年4月-2007年3月
- 2006年4月3日に『朝いち!!やじうま』を吸収して放送時間を拡大。また、後続する『スーパーモーニング』と併せた放送時間が5時間30分となることから番組宣伝にて「朝から5時間半ぶちぬきニュースショー」と謳った（但しテレビ朝日以外ではこのキャッチコピーは差し替えられている）。
- リニューアル初日は『スーパーモーニング』との連携もあってリニューアル初回の放送では同番組の渡辺・野村も4:25のオープニングから登場していた。またメインキャスターの松井・堂・石井は同番組にも引き続き出演することがあったが、2007年1月時点では朝刊読み上げ担当の西脇のみが引き続き出演していた（9時台後半のコーナー「朝刊最大関心事」に登場）。
- 一方で番組は7:30までの放送となり、6時以降に開始する13局は実質30分縮小した。また、『やじプラ』のEDなしで『スパモニ』へ引き継ぐ演出となった。なお、番組拡大によって飛び乗りや飛び降りが多くなり、複雑な構成になった。このため、一部地域では挨拶やオープニングがなくなった[注 7]。
- また視聴率もあまり振るわず、さらにリニューアル前は好調だった『スパモニ』の視聴率も低迷したことから2007年4月に2番組が揃ってリニューアルすることになった。

### 2007年4月以降
- 4:25 - 5:50（JCTV協力）を「前半」、6:00 - 8:00（ テレビ朝日映像協力）を「後半」とし、5:50からの「ANNニュース」を挟み6:00に出演者を交代する構成に整理。これにより、前半は以前の『朝いち!!やじうま』のように、ニュースルームからの放送が中心となった。また、『スーパーモーニング』を8時スタートに戻したため、『やじうま』も30分延長した。しかし、2009年4月に放送開始時刻が4:25から4:55に繰り下げて、放送時間が30分縮小。
- 2009年10月、4:55から5:25に繰り下げ、30分縮小。後枠はテレビショッピング。5:25 - 5:50（JCTV協力）を「前半」と放送時間を短縮した以外は、それまでの放送方法を踏襲する。
- 2010年3月29日に土曜日版が復活、番組テーマソングがリニューアルし、スタジオも明るいものとなっている。後半の放送方法は、6時台から7時前のコーナーのタイトルが変更。

## 備考
- 朝日ニュースターで2008年4月3日の放送では、「やじプラ肝心帳」で横須賀タクシー運転手殺害事件を放送したが、この最中に「朝日ニュースターニュース速報」で「米兵に神奈川県警が逮捕状請求」の速報が流れた。
- 紙面紹介番組という趣旨上、以前は朝刊全紙1面のトップ記事をすべて紹介していたが、イラク戦争を機に取りやめとなった。
- 大きな事件や災害などが発生した場合、『スーパーモーニング』のレポーターが番組開始に先駆けて現地からレポートを行うことがある。
- スポーツコーナーのBGMは2006年3月まで「ASAYAKE」、2006年度は「GROWING」、2007年4月から「GOOD LUCK」が使われており、すべてカシオペアが演奏している。因みにこの番組のスポーツコーナーは、いわゆる「スポーツ速報」ではなく注目のスポーツニュースやアスリートを取り上げることが多い。
- 6:23頃や7:25頃の天気予報の後に流れる交通情報はJR東日本、首都高速道路、羽田空港発着便など、ネット番組ではあるが首都圏のみとなっている。ただし、飛行機・新幹線の情報については地方局も無関係ではない。
- BS朝日「お昼のNews Access」のワールドトピックス（13:50頃）のコーナーでは、「やじプラ世界通信」で放送された内容が配信されている（テロップも番組と同じものを使用）。
- 基本としてローカルコーナーが設定されていないため、番組初期には天気予報コーナーで関東の天気を全国向けに放送していた。その後、全国の天気へと変えられたが、2006年10月から約1年ほどだが関東の天気を放送していた。また、HTBでは2009年3月31日から、「7時のクローズUp」を7:10前後の項目切り替わりタイミングで飛び降りて、道内向けニュース・天気・スポーツ情報を放送している（7:24頃の全国天気コーナーで飛び乗り）。
- 7:30からの「やじプラ肝心帳」では、本題に入る前（7:29:55）に時計が登場してカウントダウン（7:29:57 - 7:30:00）が流されていたが、2008年4月以降は、7:30.00丁度に始まらず、少し前（大体7:29.35頃）から始まり、同年秋以降は7:29.00前に始まる事もある。土曜日はカウントダウンがない。尚、2009年4月30日の放送は「豚インフルエンザ」の警戒レベル「フェーズ5」への格上げのニュースを「交通情報」の後に伝えた為に当コーナーが7:31.00頃の開始となった他、同年8月31日の放送は「第45回衆議院選挙」翌日だった関係で7:32頃から放送された。
- 2008年7月24日未明に発生した岩手県沿岸北部地震により、第1部前半の4:25 - 4:55まではANN報道特別番組として放送。4:55からは「やじうまプラス」として放送したが、テロップなどはANNニュースのものを使用。通常と違い5:50（ANNニュース枠を含めると5:59）までANNフルネット24局で放送された。5:59（一部地域は6:00・6:25）以降は内容を大幅に変更（時折L字放送）した上で通常のスタジオから放送された。
- 地方局が取材した映像には取材協力と放送局名のテロップが表示される。放送局名表示は次の通りに分かれる。
  - 放送局名のみの表示 - 例：青森朝日放送、静岡朝日テレビ、北陸朝日放送、広島ホームテレビ、九州朝日放送ほか
  - 放送局の略称と放送局名併記 - 例：UX新潟テレビ21、abn長野朝日放送、KSB瀬戸内海放送
  - 放送局の略称のみの表示 - 例：□HTB（北海道テレビ）、メ～テレ（名古屋テレビ）、ABC（朝日放送）、yab（山口朝日放送）
- 尚、7:25頃の天カメリレーではメ～テレ･ABC以外は、放送局名を表示するが、新潟テレビ21では、略称のUXのみの表示となる。
- マスコットキャラクターは前身『やじうまワイド』同様やじ夫とうま子だが、2009年からサンリオによるキャラクターデザインに変更された。なお、ラッキーブルーベアもサンリオがキャラクターデザインを手がけている。
- 2010年3月29日より、地上アナログ放送でもモノステレオ放送を開始した[注 8]。

## トークショー
- 2005年11月12日に岩手にて「やじうまプラスファンの集い」が開催された。
- 2008年6月20日に新潟にて「やじうまプラスファンタスティックトークショー2008」が開催された。
- 2008年11月14日に長野にて「やじうまプラスファンの集い」が開催された。